# Annapolis Royal
Annapolis Royal ist eine kanadische Stadt im Annapolis County, Nova Scotia. Sie liegt am Fluss Annapolis an einem Arm der Bay of Fundy.

## Geschichte
Auf der gegenüberliegenden Flussseite des heutigen Ortes wurde 1605 mit dem Fort Port Royal die erste (französische) Siedlung in Kanada durch Samuel de Champlain und Pierre Dugua de Mons gegründet. Port Royal war dabei ein befestigter Handelsposten und keine rein militärische Anlage. Nach dem Niederbrennen des Forts durch die Briten 1613 wurde im Verlauf des späten 17. Jahrhunderts Port Royal an heutiger Stelle neu angelegt. 1710 wurde die Stadt von den Briten eingenommen und zu Ehren von Königin Anne in Annapolis Royal umbenannt. Bis zur Gründung von Halifax 1749 war es nun Hauptstadt von Neuschottland. Am 29. November 1892 wurden dem Ort Stadtrechte erteilt.

## Sehenswürdigkeiten
- Die erste Fortanlage von 1605 wurde in den 1930ern entdeckt, ausgegraben und nach den Originalbauplänen rekonstruiert. Als Nationale Gedenkstätte Port Royal Habitation kann diese Anlage heute besichtigt werden, wobei alle Räume gestaltet und begehbar sind.
- In der Innenstadt befindet sich mit Fort Anne eine weitere Nationale Gedenkstätte, die teilweise rekonstruiert ist. Im erhaltenen Haupthaus befindet sich ein Museum zur Stadtgeschichte.
- Westlich von Fort Anne liegen die Royal Historic Gardens, eine 7 Hektar große Anlage, in der historische Gartenstile und Gartenbaumethoden gezeigt werden.
- Am Fluss befindet sich das Gezeitenkraftwerk Annapolis, aktuell das drittgrößte Kraftwerk dieser Art auf der Welt (wenn auch mit viel Abstand zu den beiden deutlich größeren Anlagen in Südkorea und Frankreich).

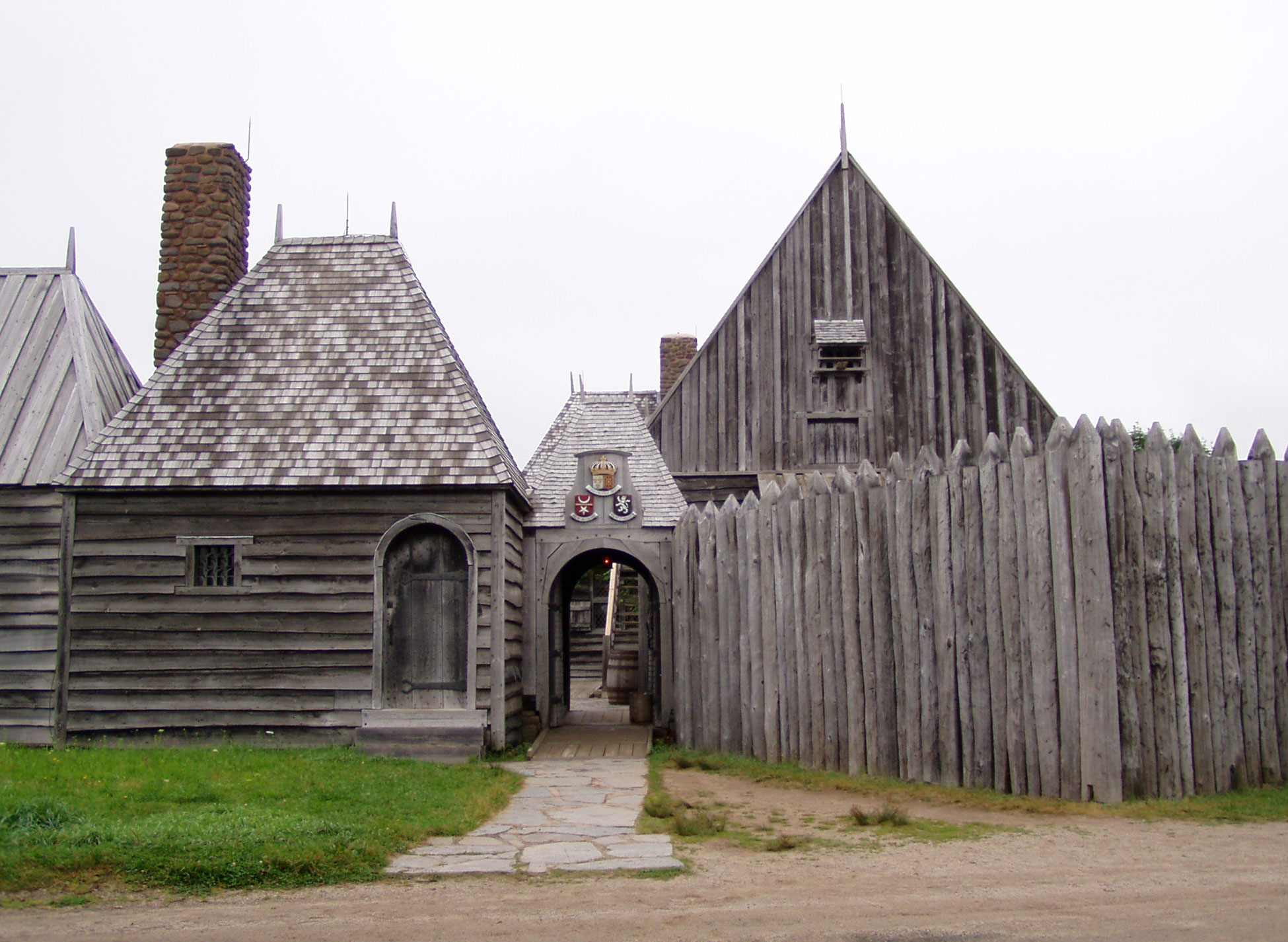
Champlains Wohnhaus in Port-Royal war Kanadas erster Regierungssitz
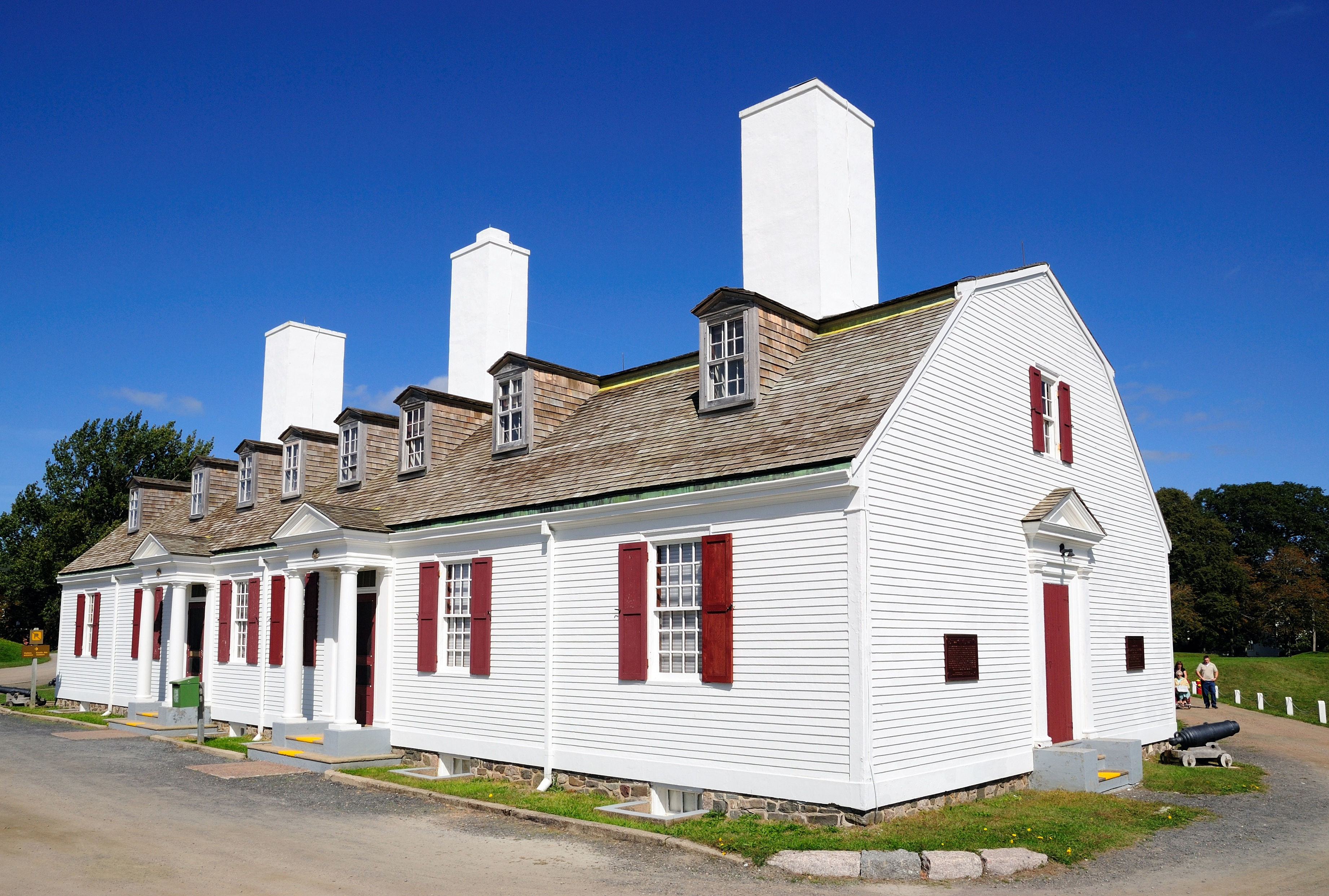
Haupthaus des Fort Anne

## Städtepartnerschaften
Annapolis Royal ist verpartnert mit den Städten Annapolis (Maryland) in den Vereinigten Staaten und Royan in Frankreich.

## Söhne und Töchter der Stadt
- William Fenwick Williams (1800–1883), britischer General und Gouverneur von Gibraltar
- William Johnstone Ritchie (1813–1892), Richter und Politiker